# Kavani (Mamoudzou)
Pour les articles homonymes, voir Kavani.
 (novembre 2018).
Kavani (ou Cavani) est un quartier urbain de la  commune française de Mamoudzou à Mayotte d’une superficie de 0,559 km2. Elle s'apparente à une ville-quartier enclavée des hauts de Mamoudzou et Mtsapéré.
D'ailleurs, Kavani est souvent rattachée à sa ville-voisine historique de Mtsapéré, et c'est l'une des agglomérations les plus récentes de la commune.

## Histoire
Le site de Kavani a connu au cours de son histoire une période où des agro-industries étaient implantées sur son territoire.
Ainsi, dès la fin du XVIIIe siècle, avec le début du rattachement de l'île à la France, on y pratiquait la culture de la canne à sucre, de l'ylang-ylang et de la vanille.
Il reste dans la rue des hibiscus des vestiges industriels de la période coloniale. Cependant, ce patrimoine industriel n'est pas mis en valeur et reste négligé de nos jours. Kavani, qui était à l'origine un petit lieu agricole, devient un siècle plus tard l'un des villages ruraux de Mtsapéré vers les années 1980. Le village prend forme progressivement avec l'arrivée des premiers habitants. Par la suite, le site connaît une accélération de son milieu rural et s'urbanise très rapidement avec l'arrivée des premiers logements de la SIM (Société immobilière de Mayotte) implantés dans l'ensemble de l'île dans le début des années 1990.

## Géographie physique

### Volcanisme
Kavani se trouve dans une zone sismique. L'agglomération, tout comme le site de Kawéni, est un cirque volcanique issu de la caldeira volcanique du mont Mtsapéré.

### Climat
Kavani jouit d'un climat tropical de type Aw selon la classification de Köppen, avec une température moyenne annuelle de 25,7 °C et des précipitations d'environ 1 225 mm par an, plus faibles en hiver qu'en été.

## Géographie humaine

### Démographie
La petite ville est peuplée de 8 100 habitants (2007). Ses habitants se nomment les Kavanien(ne)s.
| 1997  | 2002  | 2007  | 2018 |
| ----- | ----- | ----- | ---- |
| 3 948 | 5 488 | 8 100 | X    |

### Quartiers

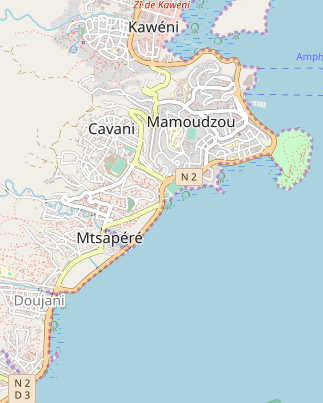
Localisation à l'ouest de Mamoudzou.

L'agglomération de Kavani est aujourd'hui considérée comme une ville dans une ville par le regroupement de plusieurs quartiers :
- Kavani-Mamoudzou (chef-lieu)

Le quartier de Kavani-Mamoudzou contient la plus grande densité de population de Kavani. Ainsi, on trouve le gymnase de Grande-Terre, le premier terrain synthétique, l'école primaire de Briquetterie, l'école maternelle privée Les P'tits Loups, quelques restaurants et la mosquée principale.
- Kavani-Mtsapéré

Dans la fin des années 1980, les premiers habitants de Kavani-Mtsapéré étaient essentiellement des habitants de Mtsapéré. Le quartier comporte la grande mosquée de Kavani-Mtsapéré, l'école primaire de Kavani-stade, le premier stade de l'île, la bibliothèque départementale, le tribunal de cadi, un somaco et plusieurs petites boutiques traditionnelles...
- Massimoni

Massimoni est le quartier le plus rural de Kavani. On peut y compter deux églises et quelques mosquées dans les endroits reculés du village. Son petit village s'était construit autour d'une source d'eau. Avant les années 1990, les habitants de l'île s'y joignaient pour des rites traditionnels évoquant des djinns autour de la source d'eau. Aujourd'hui, on observe des centaines de familles qui viennent s'approvisionner en eau autour de cet ancien lieu de culte animiste.
Par ailleurs, il n'est pas rare de croiser quelques artistes locaux tels que le peintre Papa Jan, ou le chanteur Bob Dahilou dans le quartier de Massimoni.
- Kavani-Sud

Le quartier de Kavani-Sud est situé sur les hauts de Kavani. Il est également connu pour son école primaire de Kavani-Sud, sa boulangerie et ses lotissements récents.

## Sports et loisirs
La ville de Kavani accueille à son tour le départ de la Formule 1 de Mayotte dans son Stade-Cavani. Cette manifestation sportive unique à Mayotte existe depuis plus de trente ans dans l'île. Cela fait également une dizaine d'années qu'elle réunit les petits et grands dans les rues de Kavani. Elle est appelée la « Course de pneus ».
Depuis quelques années, on peut encore avoir l'occasion d'assister au m'réngué mahorais durant le mois de ramadan : au coucher du soleil, après la fin des matches du tournoi ramadan, les jeunes se regroupent sur le plateau de basket de Kavani, tapent sur les tam-tam et pratiquent le m'réngué, la boxe mahoraise.